# William Leahy
William Daniel Leahy (Hampton, 6 maggio 1875 – Bethesda, 20 luglio 1959) è stato un ammiraglio e diplomatico statunitense.

## Biografia
Nel corso della prima guerra mondiale fu consulente di Franklin Delano Roosevelt, al tempo segretario aggiunto alla Marina. Tra il 1927 ed il 1931 fu capo dell'ufficio artiglieria della Marina americana, raggiungendo il grado di contrammiraglio. Successivamente fu capo delle operazioni navali, carica che mantenne fino all'agosto 1939, per poi passarla all'ammiraglio Harold Rainsford Stark. Fu poi nominato governatore americano di Porto Rico fino al 23 novembre 1940, quando il presidente Roosevelt lo scelse come ambasciatore statunitense presso il governo francese di Vichy. In questo periodo Leahy svolse una missione molto difficile, consistente nel far nascere e mantenere una resistenza contro la Germania nazista e contro Hitler all'interno del governo di Vichy, mantenendo allo stesso tempo la neutralità americana. Non dette molta importanza al movimento della Francia Libera di Charles De Gaulle e continuò con il presidente Roosevelt a sostenere la necessità di appoggiare Pétain.
Ritornato in America, nel maggio 1942 fu scelto da Roosevelt come suo capo di Stato Maggiore con il compito di mantenere il collegamento con i capi di Stato Maggiore americani ed alleati. L'azione svolta da Leahy in questa posizione fu estremamente preziosa: prese parte a tutte le decisioni militari e politiche e fu presente alla conferenza di Teheran del novembre 1943. Nel 1944 ricevette la nomina ad ammiraglio della flotta . Dopo la morte di Roosevelt, Leahy fu capo di Stato Maggiore anche del nuovo presidente Harry Truman. Dopo la fine della seconda guerra mondiale è divenuto membro del Consiglio nazionale della Difesa nel marzo 1946.
È morto a Bethesda, nel Maryland, nel 1959.